# Hansjörg Aschenwald
Hansjörg Aschenwald (28 giugno 1965) è un ex combinatista nordico austriaco.

## Palmarès

### Olimpiadi
- 1 medaglia:
  - 1 bronzo (gara a squadre a Calgary 1988)